# Alfredo Matus Olivier
Alfredo Hernán Matus Olivier (Santiago, 19 de septiembre de 1938) es un profesor chileno, miembro de la Academia Chilena de la Lengua.

## Biografía
Sus padres fueron Hernán Matus Ugarte y Olga Olivier.
Se tituló de profesor de Estado en castellano en la Universidad Católica de Chile en 1956. Estudió lingüística románica en la Universidad de Chile y asistió a cursos de posgrado en las universidades de Tübingen y de Heidelberg. 
Ha sido presidente del Instituto de Chile, vicerrector académico de la Universidad de Chile y profesor de la misma casa de estudios, de la Pontificia Universidad Católica de Chile, de la Universidad Andrés Bello y de la Universidad de los Andes. 
Mientras estudiaba pedagogía en la Universidad Católica formó parte del Conjunto de Margot Loyola que luego pasaría a llamarse Palomar. 
Entre 1995 y 2018 fue director de la Academia Chilena de la Lengua.
Desde el 2020, dicta clases como profesor emérito en la Universidad de Chile, de Historia de la lengua Española y el seminario de Español de América.

## Distinciones y homenajes
Desde 1980, es miembro de número de la Academia Chilena de la Lengua. En 2014, recibió el nombramiento de profesor emérito de la Universidad de Chile. Desde 2018, es director honorario de la Academia Chilena de la Lengua. En 2021, se publicaron los Estudios en homenaje a Alfredo Matus Olivier. Volumen I y II: Anejo N°3 Boletín de Filología (2021).

## Artículos publicados
- "Las academias de la lengua en el español del futuro: un caso particular: La Academia Chilena". Revista Universitaria, nº 63, 1999: págs. 41-44.
- "Configuración de la base lingüística del español de Chile", Boletín de Filología, T. 37 vol. 2, 1998: págs. 765-780.
- "Corrección académica: ideal panhispánico y norma culta". En G. Parodi (Ed.), Lingüística e interdisciplinariedad: desafíos del nuevo milenio. Ensayos en honor a Marianne Peronard. Valparaíso: Ediciones Universitarias de Valparaíso, 2002: págs. 389-401.